# Лондејл (Калифорнија)
Лондејл (енгл. Lawndale) град је у америчкој савезној држави Калифорнија. По попису становништва из 2010. у њему је живело 32.769 становника.

## Демографија
Према попису становништва из 2010. у граду је живело 32.769 становника, што је 1.058 (3,3%) становника више него 2000. године.
| Група             | 2000.          | 2010.          |
| Белци             | 6.946 (21,9%)  | 5.311 (16,2%)  |
| Афроамериканци    | 3.998 (12,6%)  | 3.320 (10,1%)  |
| Азијати           | 3.055 (9,6%)   | 3.269 (10,0%)  |
| Хиспаноамериканци | 16.515 (52,1%) | 20.002 (61,0%) |
| Укупно            | 31.711         | 32.769         |